# Balkanbergfluiter
De balkanbergfluiter (Phylloscopus orientalis) is een zangvogel uit de familie Phylloscopidae. De soort was aanvankelijk een ondersoort van de gewone bergfluiter.

## Kenmerken
Het is een vrij kleine boszanger, zo groot als een fitis, 12 cm lang. De balkanbergfluiter lijkt sterk op de bergfluiter, hij is iets groter, wat grijzer van boven en heeft langere vleugels. De roep verschilt van die van de bergfluiter en klinkt als een vrij luid "tjip" (terwijl de bergfluiter meestal "uu-ief" laat horen).

## Verspreiding en leefgebied
Balkanbergfluiters komen voor op de Balkan en ze zijn net als de bergfluiters uitgesproken trekvogels die alleen in Europa broeden en 's winters in Afrika verblijven.
In Nederland en België is deze vogelsoort een uiterst zeldzame broedvogel. In Nederland zijn tussen 1980 en 2021 vijf gedocumenteerde waarnemingen (mogelijk broedpogingen) gemeld.

## Taxonomie
Tot in de jaren 1990 werd de balkanbergfluiter als ondersoort P. bonelli orientalis van de bergfluiter beschouwd. Uit moleculair genetisch onderzoek bleek dat dit verschil in de genen zit en daarom heeft de balkanbergfluiter nu de soortstatus.